# Santa Monica Mountains

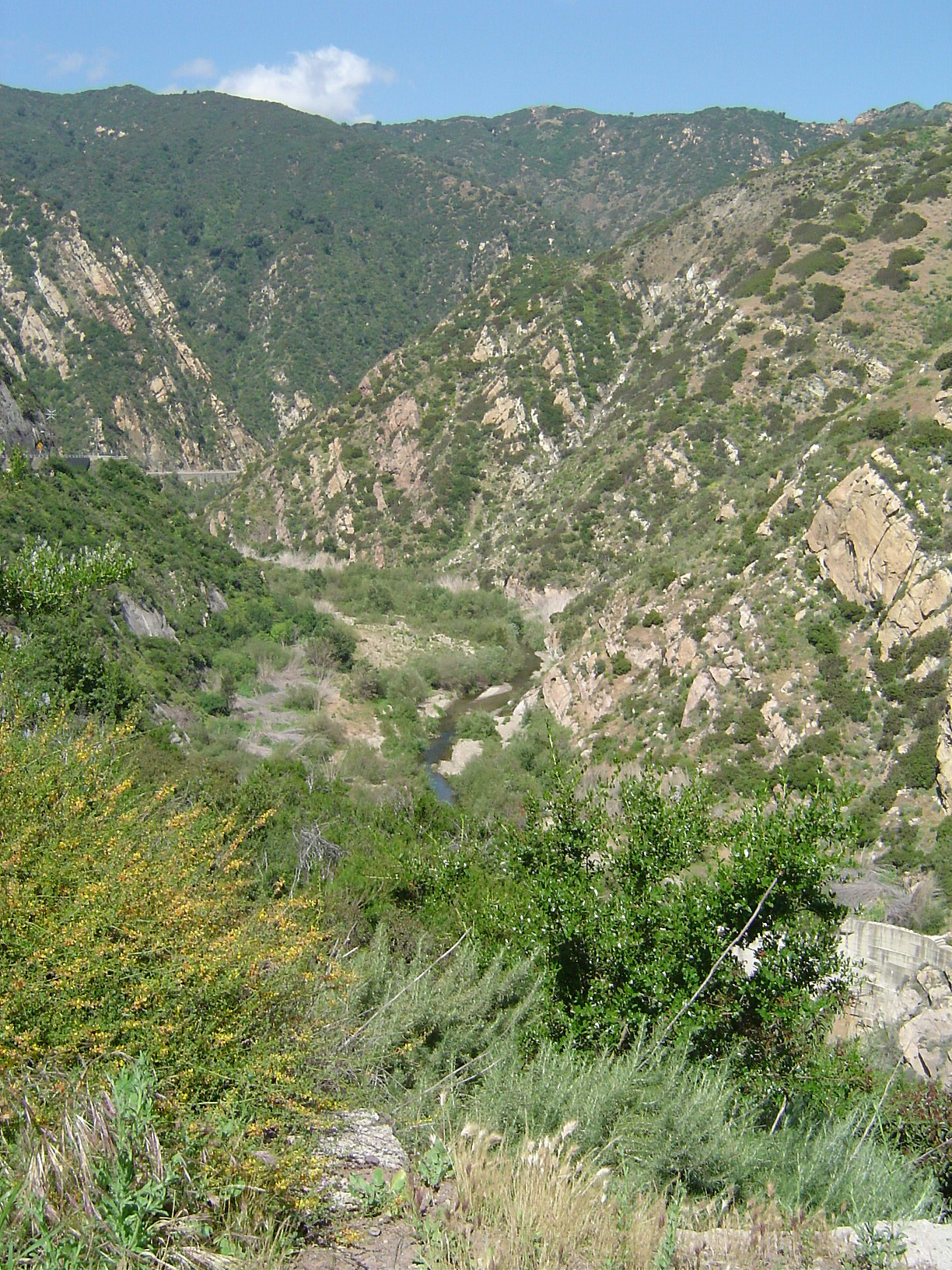
Malibu Canyon i Santa Monica Mountains

Santa Monica Mountains är en bergskedja i Los Angeles-området i södra Kalifornien, USA. Bergskedjan utgör barriären mellan San Fernando-dalen i norr och Los Angeles-slätten i söder.

## Geografi
Bergskedjan sträcker sig cirka 64 km i öst-västlig riktning från Hollywood Hills i Los Angeles till Point Mugu i Ventura County. Bergen utgör en barriär mellan  San Fernando Valley och kustslätten ("Los Angeles Basin") som utgör staden Los Angeles södra och centrala delar. Staden Santa Monica ligger söder om bergskedjan på Los Angeles-slätten, vid Stillahavskusten. Bergskedjan genomkorsas av Cahuenga Pass och Sepulveda Pass samt Laurel Canyon, Coldwater Canyon, Topanga Canyon och Malibu Canyon.
Bergskedjan utgör ett habitat för flera växter och djur. Santa Monica Mountains är parallella med Santa Susana Mountains, som ligger omedelbart nordväst om San Fernando Valley. Griffith Park ligger i den östra änden av bergskedjan.
Den högsta punkten är Sandstone Peak med 948 meter över havet.